# Mirja Kutzer
Mirja Kutzer (* 1974 in Weiden in der Oberpfalz) ist eine deutsche römisch-katholische Theologin.

## Leben
Sie studierte von 1993 bis 2001 katholische Theologie und der Germanistik an der Universität Regensburg und Pontificia Università Gregoriana (Abschlüsse: Diplom in katholischer Theologie; Magister artium in Germanistik und katholischer Theologie; Magister für das Lehramt an Gymnasien in den Fächern katholischer Religionslehre / Deutsch (Universität Wien, 2008)). Von 1996 bis 2000 arbeitete sie frei in der Redaktion des Funkhauses Regensburg und der Katholischen Radioredaktion der Diözese Regensburg mit. Von 1997 bis 1998 war sie studentische Hilfskraft am Lehrstuhl für Systematische Theologie – Dogmatik und Dogmengeschichte (Wolfgang Beinert) der Universität Regensburg. Von 2000 bis 2008 war sie wissenschaftliche Assistentin am Institut für Dogmatische Theologie (Bertram Stubenrauch) an der Universität Wien. Seit 2003 ist sie Referentin bei den Wiener Theologischen Kursen und beim Theologischen Fernkurs. Nach der Promotion am 19. Juli 2005 im Fach Kath. Theologie in Wien (Betreuer: Bertram Stubenrauch) war sie von 2009 bis 2016 wissenschaftliche Assistentin am Lehrstuhl für Systematische Theologie (Saskia Wendel) an der Universität zu Köln. Von 2009 bis 2013 war sie Stipendiatin der Österreichischen Akademie der Wissenschaften (APART-Stipendium). Nach der Erteilung am 8. August 2014 der venia docendi im Fach Katholische Theologie / Dogmatik mit der Habilitationsschrift Die Rede von Gott in der Sprache der Liebe. Eine Untersuchung an der Schwelle von Systematischer Theologie und Kulturwissenschaft vertrat sie von 2014 bis 2016 die Professur für Systematische Theologie am Institut für Katholische Theologie (Fachbereich 02 Geistes- und Kulturwissenschaften) an der Universität Kassel. Seit 2015 arbeitet sie beim ORF/OE1 – Religionsabteilung mit. Seit 2016 lehrt sie als Professorin für Systematische Theologie am Institut für Katholische Theologie (Fachbereich 02 Geistes- und Kulturwissenschaften) in Kassel. Im August 2016 lehnte sie den Ruf auf die Professur für Katholische Theologie mit dem Schwerpunkt Systematische Theologie an der Universität Gießen ab.

## Werke (Auswahl)
- In Wahrheit erfunden. Dichtung als Ort theologischer Erkenntnis (= Ratio fidei. Beiträge zur philosophischen Rechenschaft der Theologie. Band 30). Pustet, Regensburg 2006, ISBN 3-7917-2010-4 (zugleich Dissertation, Wien 2005).
- Maria in Geschichte und Gegenwart. Befreiende Perspektiven auf die Mutter Jesu. Herder, Freiburg 2022, ISBN 978-3-451-33734-5 (mit Peter Walter).